# Двоеверие (концепция)
Двоеверие — сочетание монотеизма и язычества; в более узком смысле концепция двойственности и внутреннего конфликта верований, сочетающих христианские и языческие элементы. Часто считается специфически русским явлением.

## Развитие концепции
Термин «двоеверие» появился в Средние века. Он упоминается в проповедях, направленных против христиан, не прекративших тем или иным образом почитание языческих божеств. Со времени своего появления это слово обозначало конфликт, сознательный или бессознательный, между двумя разными религиозными системами. Сам термин подразумевает двойственность: конфликтующие друг с другом и разделённые язычество и христианство. Этого оттенка нет в термине «религиозный синкретизм», который напротив, подчёркивает слияние.
Известен ряд источников, согласно которым в жизни христиан разного времени и разных стран присутствовали элементы, которые Церковь понимает как «пережитки язычества». Христианская церковь осуждала двоеверие и боролась против него, что отражено, например, в «Слове обличительном против празднования календ» Астерия Амасийского, проповедях папы Римского Льва I Великого, Илария Арелатского и др., канонических прещениях за исполнение языческих обычаев.

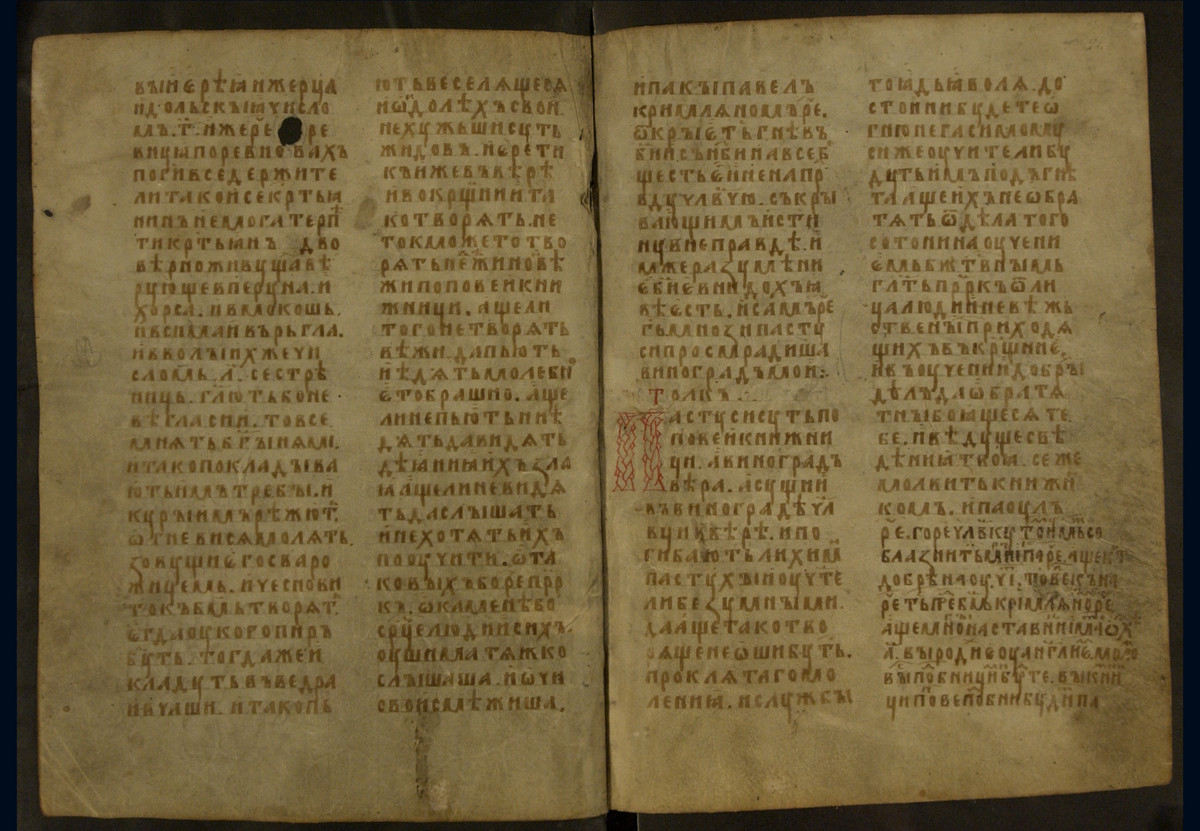
Список «Слова некоего христолюбца и ревнителя по правой вере» в сборнике «Златая цепь» XIV века, текст о христианах, «двоеверно живущих»

На Руси данный концепт появляется вместе с церковными поучениями против язычества. Например, «Слово некоего христолюбца и ревнителя по правой вере» XI—XIV веков сообщает следующее:

…Так и этот христианин не мог терпеть христиан, двоеверно живущих, верящих в Перуна, Хорса, Мокошь и Симаргла, в вил, которых, как говорят невежественные, тридевять сестриц, считают их богинями и приносят им жертвы и режут кур, молятся огню, называя его Сварожичем, обожествляют чеснок, и когда у кого будет пир, тогда кладут его в вёдра и чаши, и так пьют, веселясь о своих идолах.
Оригинальный текст (древнерусск.)…Тако и се крестьянинъ, не мога терпѣти крестьянъ, двовѣрно живущих, вѣрующе в Перуна и Хорса и въ Мокошь и в Сима и въ Рьгла и в вилы, их же числом тридевять сестрѣниць, глаголють бо невѣгласни, то все мнять богынямі, и тако покладывають им требы и куры им рѣжуть, огневи ся молять, зовущи его Сварожицемь, и чесновитокъ богомъ творять, егда у кого пиръ будеть, тогда же и кладуть въ ведра и въ чаши, и тако пьють, веселящеся о идолѣхъ своих.

Первым на присутствие термина «двоеверие» в древнерусской литературе, предположительно домонгольского периода, «Слове некоего христолюбца, ревнителя по правой вере», которое было направлено против языческих обычаев у русских, обратил внимание в середине XIX века Ф. И. Буслаев. Позднее филологом-славистом И. И. Срезневским было указано на два случая употребления слова в рукописном «Паисиевском сборнике» первой четверти XV века — в «Слове некоего христолюбца…» и в «Уставе о постных днях». Появление термина в историографии второй половины XIX века было основано именно на его наличии в этих памятниках.
Русские письменные памятники включают ряд сочинений, которые описывают и обличают «пережитки язычества» в народной жизни народа, подпадая под понятие двоеверия, но без применения данного термина: «Слово о твари» XII века, неизвестный автор которого указывает современникам, что многие, проявляя лень, не ходят в храм, «не слушают божественных словес», но «текут, радуяся», на языческие игрища или «зборище идольское» «и весь день тот предстоят, позорьствующе тамо»; компиляция «Слово святаго Григорья изобретено в толцех, о том, како первое погани сущи языци кланялись идолом и требы им клали; то и ныне творят», которое было составлено на основе Слова (поучения) Григория Богослова на Богоявление; «Слово святаго отца нашего Иоанна Златоустаго, архиепископа Констянтина града, о том, како первое погании веровали в идолы и требы им клали, и имена им нарекали, яже и ныне мнози тако творят и в крестьянстве суще, а не ведают, что есть крестьянство»; «Слово Исаия пророка о поставляющих трапезу роду и роженицам»; «Сказанье святаго отца Нифонта о песнях мирских и о русальях»; поучение «О казнях Божиих», включённое в состав «Повести временных лет». По мнению исследователей, о проявлениях двоеверия свидетельствуют в русские летописи, а также церковно-правовые памятники: «Правило церковное» конца XI века митрополита Киевского Иоанна II, «Вопрошание Кириково» XII века, правила Стоглавого собора 1551 года. Требник XVII века содержит «Вопросы поселянам» на исповеди, которые, согласно исследователям, свидетельствуют о наличии «пережитков язычества» в сельской среде. В середине XVIII века в Воронеже Тихон Задонский наблюдал и обличал «языческий» праздник в честь Ярилы.
Наличие различных «языческих» суеверий в России в XIX веке отмечается в трудах таких исследователей, как И. М. Снегирёв, М. М. Забылин, Н. С. Тихонравов (1863), С. В. Максимов, А. П. Щапов (1863), в материалах сборника «Отреченное чтение в России в XVII—XVIII веках» (2002) и др. В XX веке русская научная литература начала использовать также термины «народная религия», «народное православие» для обозначения реальной религии, веры народа. Эти термины зачастую употребляются как синонимы термина «двоеверие».
Разные исследователи понимают двоеверие различно, на что влияет предлагаемая ими количественная и качественная оценка «пережитков язычества» в жизни русских. Рассматривался вопрос правомерности применения такого понятия к христианам, следует ли считать христианами практикующих «языческие» обряды. Существование в Древней Руси определённо признавалось историком Е. Е. Голубинским (1881), согласно которому это явление складывалось «не только с перенесением в христианство части прежних языческих верований, но с соединением язычества с христианством, как целой веры, или с простым присоединением вновь принятого христианства к прежнему язычеству». Богослов, философ и историк Георгий Флоровский в работе «Пути русского богословия» (1937) писал о «двусмысленной и двоеверной» жизни «в смутных глубинах народного подсознания» на Руси после принятия христианства; формировании фактически двух культур: «дневной», которая была заимствована из византийского христианства, и «ночной», языческой, граница между которыми всегда была подвижна и расплывчата; синкретизме, в рамках которого «местные языческие „переживания“ сплавлялись с бродячими мотивами древней мифологии и христианского воображения». Близкой была точка зрения историка Г. П. Федотова. По мнению историка и фольклориста Е. В. Аничкова (1914), двоеверие на Руси вплоть до XV—XVI века имело место только у городского населения, тогда как деревнях преобладали языческие религиозные представления, лишь разбавляясь внешними обрядовыми формами христианской религии. Славист Н. М. Гальковский (1916), напротив, считал двоеверами жителей Руси в первые века после Крещения, которые, как он считал, уже не являлись язычниками, «смысл язычества был совершенно ими утрачен: сохранились имена богов… некоторые языческие обряды, но никто уже не знал и не понимал их значения».
В советской атеистической литературе двоеверием часто именовалось не только сосуществование христианства и языческих пережитков, но и христианство как таковое, которое, согласно советским авторам, не отличалось по существу от язычества, поскольку «впитало» многие черты национальных языческих верований. Авторы проводили идею, что двоеверие фактически было создано христианской церковью, которая оказалась неспособна победить языческих верований и включала их в несколько видоизмененном виде в своё вероучение. Это мысль относилась не только к Русской церкви.
Историк академик Б. А. Рыбаков положительно оценивал явление двоеверия, «приведшего к созданию богатой и своеобразной древнерусской культуры».
Некоторые исследователи понимают двоеверие как православно-языческий синкретизм в материальной и духовной культуре, симбиоз, образованный разнородными религиозными формами, например, В. В. Мильков (1999), другие проводят разделяют понятия двоеверия и религиозного синкретизма. Так, американская исследовательница Ив Левин (2004) отмечает, что понятие «религиозный синкретизм» акцентирует внимание на слиянии различных религиозных систем, а термин «двоеверие» в исторических источниках всегда наделяется негативным характером, отражает представления о двойственности, невозможности примирения христианства и язычества. Ряд исследователей отдаёт предпочтение термину «религиозный синкретизм», например, В. П. Даркевич, понимая термин «двоеверие» как завышающий историко-культурное значение феномена, предполагающий равенство компонентов. Другие учёные, включая А. В. Чернецова считают термин «религиозный синкретизм» слишком претенциозным, тогда как «двоеверие» рассматривается ими как более приемлемый термин для смешения христианских воззрений и бытовых суеверий.
Причиной русского двоеверия Голубинский видел в недостаточном религиозном просвещения народных низов, быстро принявших лишь внешние формы христианской религии; христианство не было укоренено в народном укладе, поэтому бытовые обычаи в течение многих веков оставались языческими. Принимая христианство в качестве новой веры, «народная масса… должна была водиться при сем своим собственным языческим взглядом на взаимное отношение вер». Флоровский считал, что византийско-христианская, «дневная», культура, «не стала „общенародной“ сразу, а долгое время была достоянием и стяжанием книжного или культурного меньшинства. Это было неизбежной и естественной стадией процесса». Лихачёв объяснял живучесть языческих обрядов и легкость их соединения с обрядовой стороной христианства тем, что они были переключены из религиозной области в область народной эстетики и слабоосознаваемого суеверия. По мнению Голубинского, одной из причин смешения христиаинских и языческих представлений стал синкретизм самого язычества: в рамках языческого мировоззрения допускалась и признавалась наряду с своей верой одинаковая истинность всех проичих существующих вер. Мильков писал, что двоеверие стало прямым следствием «затянувшейся христианизации».

## Критика концепции
Религиоведение, историческая наука и богословие не выработали чёткого определения понятия двоеверия. Слово отсутствует в большинстве словарей русского языка.
Историк-медиевист, филолог академик Д. С. Лихачёв (1967) считал невозможным механическое соединение христианства и язычества, и следовательно, невозможным двоеверие в сугубо религиозном смысле. По его мнению, на Руси конца X — начала XI века язычество в качестве религии ещё выступало как соперник христианства, «элементы язычества начали приходить в соединение с христианскими верованиями только тогда, когда они перестали осознаваться в народе как противостоящие христианству. Язычество как система верований, притом враждебная христианству, должно было исчезнуть прежде, чем могло появиться двоеверие». В народной среде в более поздние периоды сохранялся языческий обряд, вне независимости от самого язычества, приобретая игровую, развлекательную, эстетическую функции; «обрядовая песнь становится фактом эстетического сознания в большей степени, чем религиозного».
Двоеверие как религиозный синкретизм, при котором в рамках основной веры присутствуют элементы других верований, присуще всем христианским конфессиям и в целом всем мировым религиям — со специфическими чертами для разных исторических периодов, территорий и этнических общностей. Филолог и историк В. М. Живов указывал, что синтез языческих и христианских культурных элементов характерен для всей европейской культуры, и двоеверие не является специфической чертой русской духовности.
Американский историк-русист, специалист по истории Русской церкви Грегори Фриз писал, что представление о двоеверии как об исключительно русском явлении основано «не на обстоятельном эмпирическом исследовании, а на априорных установках и случайных замечаниях русской городской интеллигенции».
Американская исследовательница Ив Левин (2004) считает, что значительная доля народных представлений русского Средневековья имеет сугубо христианские истоки, а не языческие, как считалось ранее. В качестве примера она приводит один из хрестоматийных аргументов сторонников концепции «двоеверия»: культ Параскевы Пятницы, которая считалась христианской «заменой» богини Мокоши. Между тем, черты, которые, как считалось, она заимствовала у Мокоши, восходят к житию святой Параскевы и прослеживаются в почитании этой святой уже на Балканах, откуда традиция её почитания и пришла на Русь. В свете этого исследовательница предлагает использовать термин «народная религия», а не «двоеверие».
Этнограф А. Б. Страхов (2003) писал: «С XIX века нас вполне убедили в том, что „стоит снять с языческих обрядов наложенные, тонким слоем, христианские краски, чтобы обнаружились черты древних языческих верований“». Страхов считает эту схему примитивной. В своей монографии «Ночь перед Рождеством» он ставит целью доказать, что, наоборот, «под „языческой“ внешностью обряда или верования часто скрывается вполне христианская основа», для чего им был привлечён широкий сравнительный материал народного христианства со всей Европы.
Фольклорист А. А. Панченко (2004), критикуя построения оторванных от реальности реконструкций архаики, отмечал, что существкет не много методов определения древности конкретных явлений массовой, в особенности устной, культуры. По его мнению, «архаизм» большого числа культурных форм, которые исследовали российские этнологи и фольклористы является научной иллюзией. Явления, считавшиеся «наследием язычества», часто оказывалось сравнительно поздними, возникшими в контексте христианской культуры. Согласно Панченко, стремление к архаике является одним из способов конструирования «чужого» как «неясного объекта желания» колониальной антропологии.
По мнению историка В. Я. Петрухина (2000), в русском Средневековье не существовало отдельного от христианского языческого мировоззрения. Народ воспринимал себя в качестве полноценных христиан. Обычаи, рассматривающиеся рядом исследователей как реликты язычества, частью имели литературное происхождение, либо не были конфессионально окрашены, относясь к светской культуре того времени.
Ряд учёных писал о неравноправности существования на Руси язычества и христианства, подчинённости первого второму, в частности Фольклорист академик Н. И. Толстой. Учёный, обратив внимание на примитивизм схемы «двоеверия», предложил концепцию «троеверие». Третьим важным компонентом, который составил мировоззрение русского Средневековья, была народная, «неканоническая» культура Византии, Балкан и Европы, пришедшая на Русь вместе с христианством. По мнению учёного, к ней восходят русское скоморошество, юродство, элементы колядной обрядности и карнавального цикла.
Данные археологии подтверждают начало распространения христианства на Руси до официального акта крещения. Начало христианизации Руси документируется распространением христианских древностей — крестов-привесок (нательных крестов), свечей и др. — в основном в дружинных погребальных комплексах. Они фиксируются уже с середины — третьей четверти X века в сети узловых пунктов Древнерусского государства — в городах и на погостах (дружинных центрах и торгово-ремесленных поселениях): в Киеве, Гнёздове (вблизи Смоленска), Шестовице (в районе Чернигова), Тимерёве (под Ярославлем) и др.. Известны монеты (византийские с христианскими изображениями и восточные, саманидские дирхемы) с нанесёнными на них (на Руси) граффити, передающими крест и молот Тора. Такие византийские монеты носились как иконы. Кроме того, кресты вырезались из дирхемов. Граффити в виде крестов и молоточков Тора могли изображаться на бытовых предметах. Для начальной стадии христианизации (середина — вторая половина X века) характерны крестовидные подвески из листового серебра, включая вырезанные из дирхемов. Они обнаружены в Гнёздове, Киеве, Тимерёве, на территории Искоростеня, в некрополе Пскова. Потоки монет на международных путях контролировала и распределяла княжеская дружина, религия которой становилась синкретичной. Эту дохристианскую эпоху, в отличие от более поздней, по мнению историка В. Я. Петрухина, и можно считать периодом «двоеверия».

## Другие значения
Помимо наиболее распространённого значения слово употреблялось и в других значениях. В XI веке Феодосий Печерский в послании к князю Изяславу Ярославичу «О вере крестяньской и о латыньской» именовал «двоеверцем» одинаково «хвалящего» и православие и «латинскую» веру. Со ссылкой на «Временник Ивана Тимофеева» (1617) Ив Левин отмечено, что допетровскими авторами термин употреблялся также «для характеристики… сатанинских попыток расколоть христианское единство, например опричнины». Современные авторы могут называть «двоеверием» сосуществование в мировоззрении христиан в России христианских представлений и суеверий. Однако современные суеверия не связаны с традиционными языческими верованиями.